# Fernando Aurini
Fernando Aurini (Teramo, 17 gennaio 1920 – Teramo, 4 novembre 2003) è stato un giornalista e critico musicale italiano.

## Biografia
Scrive per vari quotidiani, tra i quali Il Messaggero con il quale collabora per 54 anni, Momento Sera, il Mattino d'Abruzzo, Il Giornale d'Abruzzo e Molise (codirettore), Il Giornale d'Abruzzo (fondatore e direttore).
Tra le varie pubblicazioni, il volume Abruzzesi e molisani per l'unità d'Italia (Ed. Trebi), alcune guide turistiche regionali, diversi volumi sull'enogastromia e le due edizioni del libro fotografico Teramo com'era.
Nel 1953 dà vita alla sede RAI di Pescara, insieme con il direttore Edoardo Tiboni. Per la stessa RAI svolge un'intensa attività giornalistica, radiofonica e televisiva, anche come inviato speciale all'estero.
Nominato il 30 dicembre 1952 cavaliere della Repubblica da Luigi Einaudi per i meriti come giornalista pubblicista, nel 1962 riceve dalla presidenza del Consiglio dei ministri, il “Premio per la Cultura”.
Conoscitore di gastronomia, collabora con riviste di settore come Abruzzo Enogastronomico. Nel 1964 idea la Sagra della porchetta di Campli, una delle prime in Italia. Ha pubblicato, nel novembre 1999, l'ultimo saggio che ha potuto curare di persona: I Compagnacci.
Svolge un'intensa attività nel campo musicale classico pubblicando saggi e programmi di sala, e organizzando varie manifestazioni e Stagioni liriche in Abruzzo e fuori regione.
Tra le mostre più significative tenute in Italia sono da citare la mostra sul Primo Centenario per l'Unità d'Italia nel 1961 di Torino, la mostra su Gabriele D'Annunzio in occasione del centenario della nascita del Poeta nel 1963 di Pescara e Venezia, e la mostra su Melchiorre De Filippis Dèlfico nel 1971 di Teramo.
Sulla sua vita il libro Fernando Aurini. Memorie d'Abruzzo, pubblicato nel gennaio 2006.
Fernando Aurini è stato inserito nel Dizionario biografico Gente d'Abruzzo (Ed. Andromeda, Castelli, 2006) dove sono compresi i personaggi più illustri della regione.
A lui, nel 2012, è stato dedicato il premio letterario per un racconto breve Fernando Aurini, istituito dall'associazione "Obiettivo Comune" di Roseto degli Abruzzi (Te).

## Pubblicazioni
- Omaggio della terra d'Abruzzo al musicista Antonio Di Jorio, Pescara, Tip. Tontodonati 1960
- La costa verde Teramo, Centro Editoriale Tipografico Italiano, 1960 (stampato in quattro lingue)
- Itinerari Artistici del Teramano, Teramo, Ente provinciale per il turismo, 1963
- Teramo d'altri tempi in 100 immagini fotografiche (dal 1861 al 1933), Teramo, Edigrafital, 1971
- Campli, Teramo, Ente provinciale per il turismo, 1972
- Cucina teramana, Teramo, Ente Provinciale per il Turismo, 1964 (anche in tedesco: “Teramaner Kochkunst”); ristampa nel 1976 della Camera di Commercio di Teramo; ristampa nel 1993 dal Centro Servizi Culturali di Teramo
- All'insegna delle vecchie cantine. Vini e buona tavola nella Teramo d'altri tempi, Teramo, Edigrafital, 1997
- Abruzzesi e molisani per l'unità d'Italia, Pescara, Editoriale Trebi, 1961
- Teramo com'era 1ª ediz., Teramo, Cassa di Risparmio, 1976
- Teramo com'era 2ª ediz., Teramo, Editalia Libreria dello Stato, 1996
- Le vicissitudini di un'Opera in “I Compagnacci”, Teramo, Edigrafital, 1999, pp. 7–32